# Casa Senyorial de Svete
La Casa Senyorial de Svēte (en letó: Svētes muižas pils) és una mansió a la històrica regió de Semigàlia, al Municipi de Jelgava de Letònia.

## Història
La mansió va ser construïda al voltant de 1730, i àmpliament remodelada amb noves columnes entre 1774 i 1775 per l'arquitecte Severin Jensen per al seu ús com a residència de vacances d'estiu del Duc de Curlàndia i Semigàlia Peter von Biron. L'edifici va formar part d'una base de l'exèrcit entre 1870 i 1993. Va ser remodelat novament entre 1876 i 1878 per a ús militar.